# Radbod Ier
Radbod Ier (ou Ratbod, Rathbod, Ratbodus), mort en 997, est un prélat français du Xe siècle, évêque de Noyon-Tournai de 988 ou 989 à 997.

## Biographie
Il existe peu de sources concernant cet évêque, dont les origines familiales, la date de naissance et les années de formation ne sont pas documentées. Les dates du début de son magistère sont incertaines, certains historiens ayant avancé 986 voire 981. Il semble néanmoins improbable qu’il ait pu être élu avant 988, une visite de son prédécesseur Ludolf de Vermandois auprès du pape Jean XV étant attestée au début de cette année.

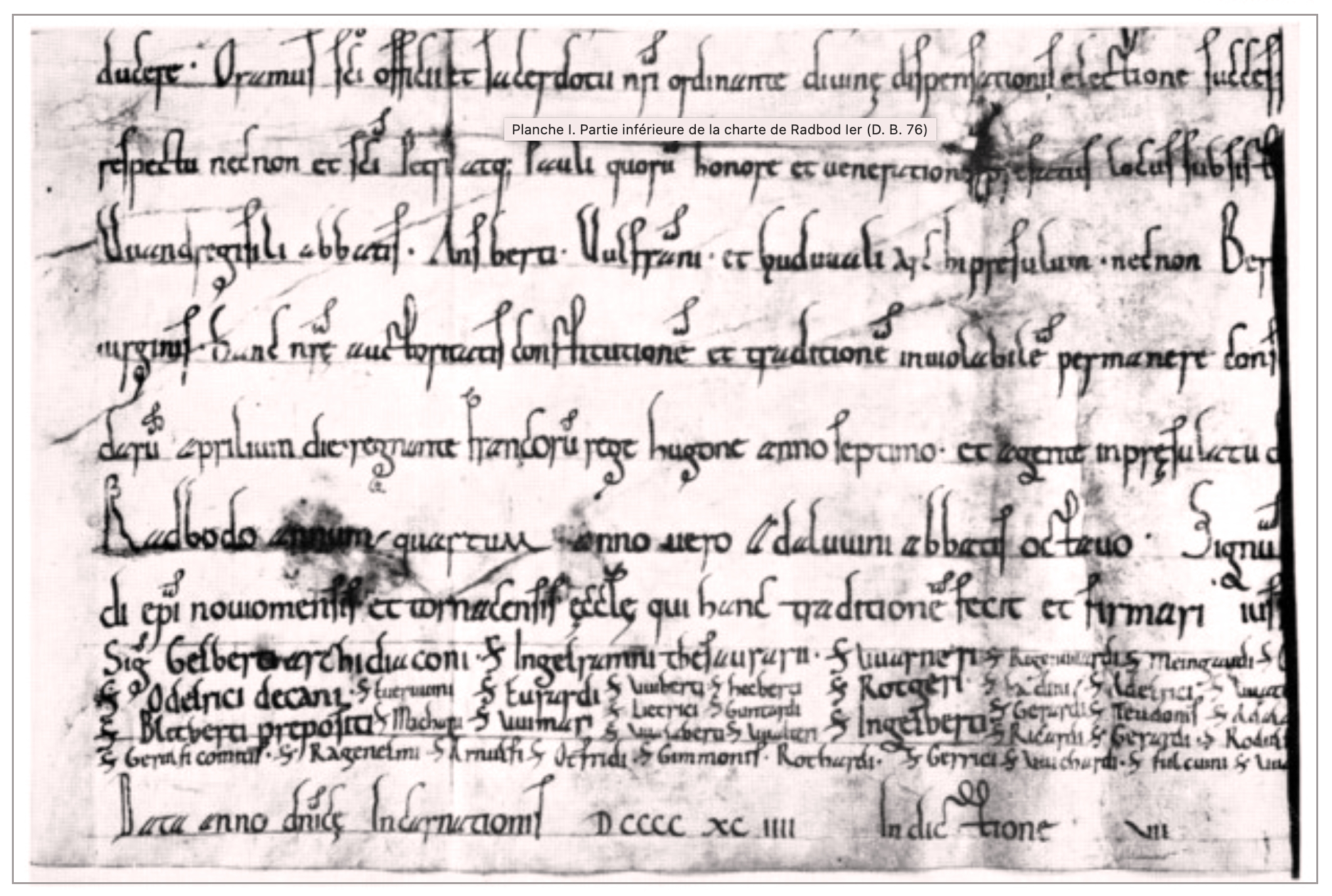
Charte de Radbod Ier (994), extrait.

Le 17 juin 991, il participe avec d'autres évêques au concile royal tenu en l’abbaye de Saint-Basle, à la suite duquel Arnoul de France, l’archevêque de Reims, fut destitué et emprisonné,,.
On lui attribue une charte datée du 18 mars 994, à l’authenticité contestée, par laquelle il donnerait à perpétuité l’autel de Vladslo, en Flandre occidentale, aux moines de Saint-Pierre de Gand.
Radbod Ier meurt en 997. Une source situe son lieu d’inhumation « au milieu du chœur de l’église cathédrale » (il s’agirait alors non pas de l’édifice actuel, mais de la cathédrale carolingienne de Noyon, bâtie au Xe siècle et détruite par un incendie en 1131).